# Sclerocactus erectocentrus
Sclerocactus erectocentrus ist eine Pflanzenart in der Gattung Sclerocactus aus der Familie der Kakteengewächse (Cactaceae). Fremdsprachige Trivialnamen sind „Acuña Cactus“, „Needle-Spined Pineapple Cactus“, „Pineapple Cactus“, „Purple-Spined Viznagita“ und „Red Pineapple Cactus“.

## Beschreibung
Sclerocactus erectocentrus wächst einzeln mit eiförmigen bis etwas zylindrischen, bläulich grünen Trieben, die bei Durchmessern von 7,5 bis 12 Zentimetern Wuchshöhen von 10 bis 37 Zentimetern erreichen. Es sind 15 bis 21 deutliche Rippen vorhanden, die in 6 bis 12 Millimeter lange Höcker gegliedert sind. Die 1 bis 4 drehrunden, geraden oder leicht gebogenen Mitteldornen sind gelblich bis etwas purpurfarben und besitzen eine dunklere Spitze. Sie sind 1,2 bis 3,5 Zentimeter lang. Der oberste von ihnen ist aufwärts, der unterste abwärts gerichtet.
Die 11 bis 15 etwas kammförmig angeordneten Randdornen sind gelblich, gerade, drehrund und 1,2 bis 2,5 Zentimeter lang.
Die kurz trichterförmigen, rosa- bis orangerosafarbenen Blüten sind 2 bis 5 Zentimeter lang und erreichen Durchmesser von 3,8 bis 5 Zentimetern. Die grünen, trocknen Früchte reißen mit einem Schlitz auf und sind bis 1 Zentimeter lang.

## Systematik, Verbreitung und Gefährdung
Das Verbreitungsgebiet von Sclerocactus erectocentrus erstreckt sich vom Süden des US-amerikanischen Bundesstaates Arizona bis in den Norden des mexikanischen Bundesstaates Sonora.
Die Erstbeschreibung als Echinocactus erectocentrus erfolgte 1896 durch John Merle Coulter. Nigel Paul Taylor stellten die Art 1987 in die Gattung Sclerocactus. Weitere nomenklatorische Synonyme sind Echinomastus erectocentrus (J.M.Coult.) Britton & Rose (1922), Thelocactus erectocentrus (J.M.Coult.) W.T.Marshall (1947), Neolloydia erectocentra (J.M.Coult.) L.D.Benson (1969), Pediocactus erectocentrus (J.M.Coult.) Halda (1998) und Sclerocactus johnsonii subsp. erectocentrus (J.M.Coult.) M.A.Baker (2016).
Sclerocactus erectocentrus wird in Anhang I des Washingtoner Artenschutz-Übereinkommen geführt. In der Roten Liste gefährdeter Arten der IUCN wird die Art als „Least Concern (LC)“, d. h. als nicht gefährdet geführt.

## Nachweise